# Линд, Йёста
Густа́в Ленна́рт Линд (швед. Gustaf Lennart Lindh; 8 февраля 1924, Эребру — 4 января 1984, там же) — шведский футболист и футбольный тренер, играл на позиции защитника. Бронзовый призёр Олимпийских игр (1952).

## Биография

### Клубная карьера
Всю футбольную карьеру, насчитывающую 13 сезонов, Линд играл за «Эребру», но с этим клубом не выиграл никаких титулов. Всего за «Эребру» сыграл 248 матчей и забил 104 гола.

### Карьера в сборной
Дебютировал за сборную Швеции 12 ноября 1950 года в товарищеском матче со сборной Швейцарии — Швеция проиграла матч 2:4.
В составе олимпийской сборной принимал участие на олимпийском турнире, где был основным игроком и сыграл в 4 матчах турнира. По его итогам сборная Швеции завоевала бронзовые медали, обыграв в матче за бронзу сборную Германии со счётом 2:0. Всего за сборную Швеции сыграл 27 матчей и забил 2 гола.

### Тренерская карьера
С 1954 по 1955 год, а затем с 1965 по 1966 год работал главным тренером «Эребру».

### Смерть
Скончался 4 января 1984 года в Эребру в возрасте 59 лет.

## Достижения
Швеция
- Бронзовый призёр Олимпийских игр (1): 1952